# Milan-Kriterien
Die Milan-Kriterien oder Mailand-Kriterien werden bei Patienten mit einem hepatozellulären Karzinom (HCC) bei gleichzeitig vorliegender Leberzirrhose angewendet. Sie dienen der Abschätzung der Erfolgsaussicht der Lebertransplantation und werden für die Listung zur Lebertransplantation verwendet. Nach wissenschaftlichen Untersuchungen sollen Patienten, die innerhalb der Milan-Kriterien transplantiert werden, ein besseres Langzeit-Überleben haben (75 % nach vier Jahren).
Die Definition der Milan-Kriterien lautet wie folgt:
1. eine Läsion kleiner als 5 cm
2. bis zu drei Läsionen, jede kleiner oder nicht größer als 3 cm
3. keine extrahepatische Manifestation
4. keine vaskuläre Invasion (z. B. Tumorthrombose der Pfortader oder Lebervenen)